# بارکس ۲۷۳۰
سیارک ۲۷۳۰ (به انگلیسی: 2730 Barks، نامگذاری:1981QH) دو هزار و هفتصد و سیمین سیارک کشف شده‌است که در ۳۰ اوت ۱۹۸۱ کشف شد.
قدر مطلق سیارک برابر ۱۱٫۶۰ است.